# John Marin

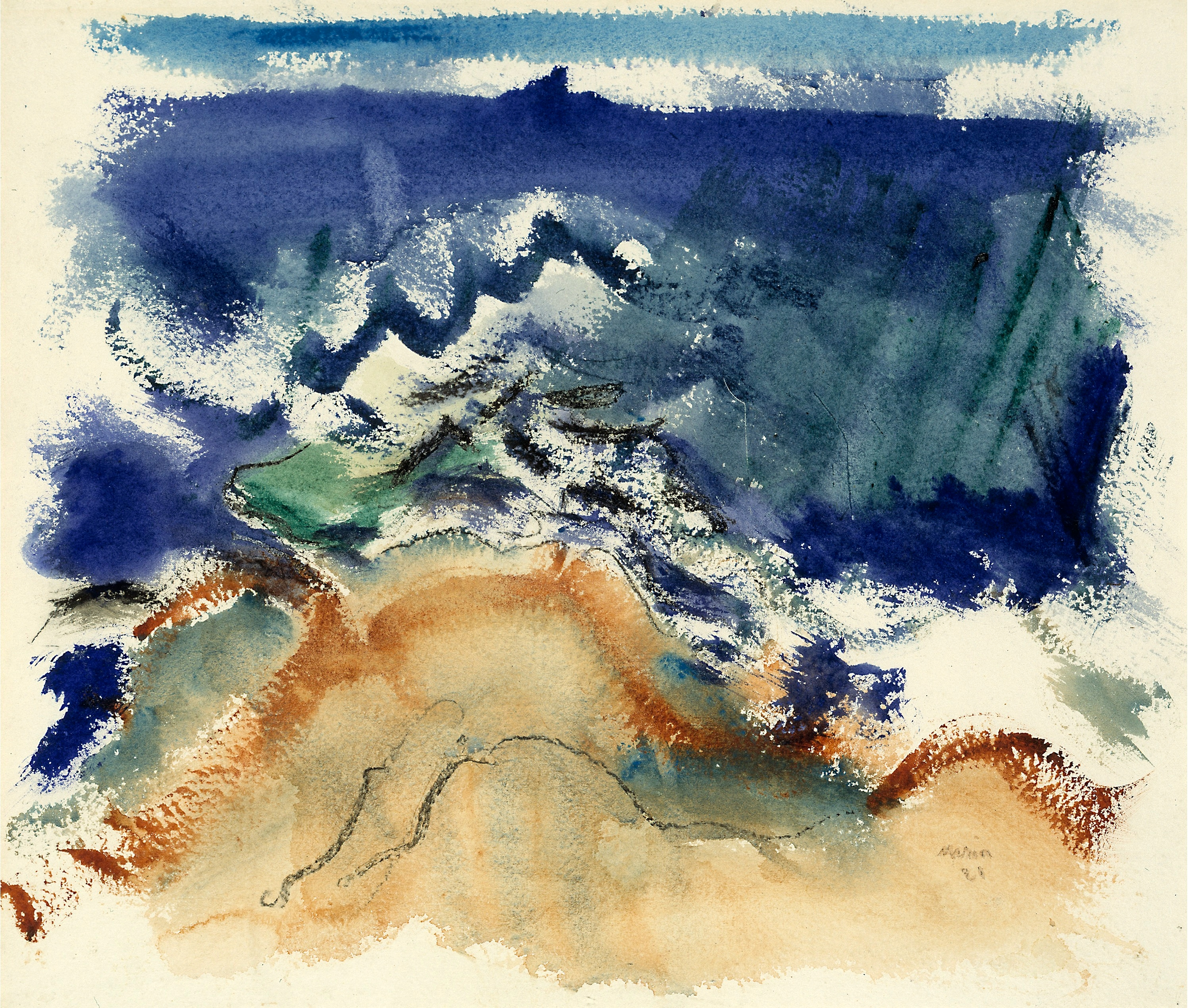
Morze u wybrzeży Maine (1921)
The Sea, Maine

John Marin (ur. 23 grudnia 1870 w Rutherford, zm. 2 października 1953 w Cape Split, Maine) – amerykański malarz i grafik.
Studiował malarstwo w Filadelfii. Studiował również w Art Students League of New York. Jego akwarelowe i olejne pejzaże morskie powstały pod wpływem impresjonizmu. Inspiracją dla wielu spośród jego oryginalnych innowacji w dziedzinie akwareli było wybrzeże stanu Maine i ulice Manhattanu. Znany jest szczególnie z akwareli, na których atmosfera krajobrazu lub widoku morskiego oddana została za pomocą pełnych siły, kubistycznie podzielonych kształtów i barwnych wzorców.

## Prace
- Brooklyn Bridge (1912),
- Landscape (1910–1915),
- Green Hills, Rowe, Massachusetts (1918),
- Lake George (1928),
- Boat and Sea, Maine (1932),
- The Bathers (1933),
- Street Movement (1936),
- Study – In the Ramapos (1951)